# Sorø

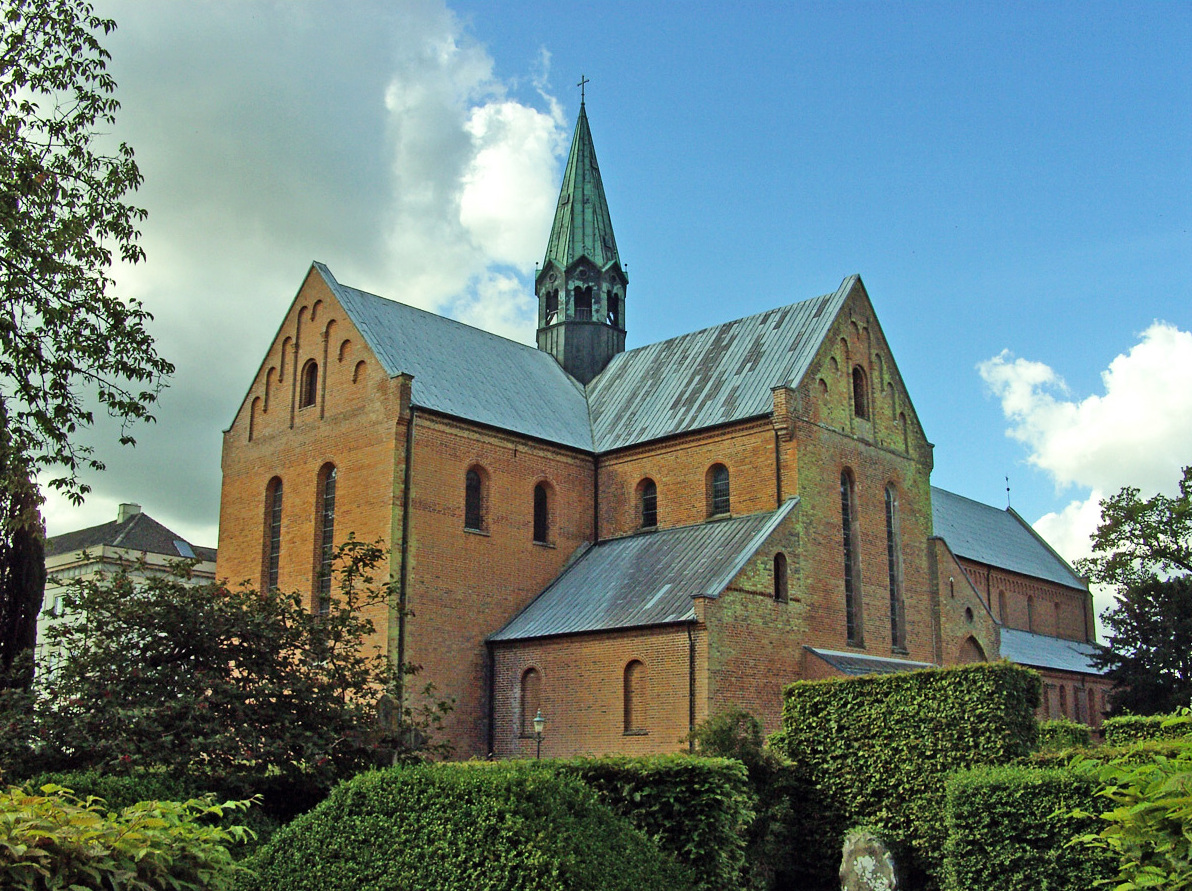
Kościół klasztoru w Sorø

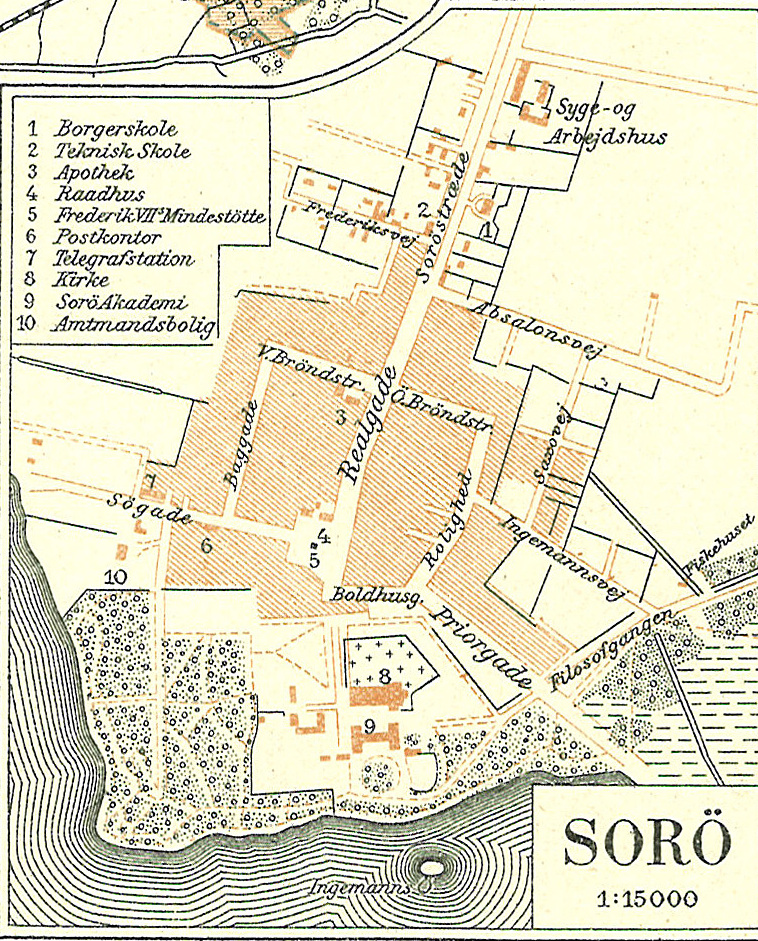
Plan miasta z przeł. XIX i XX w.: nr 8 - kościół klasztorny, nr 9 - budynek Akademii

Sorø – miasto w Danii, stolica gminy Sorø i regionu Zelandia, położone na wyspie Zelandia. Ma 7535 mieszkańców (2008). W latach 1970-2006 siedziba okręgu Zelandia Zachodnia i dawnej gminy Søro.

## Geografia
Sorø leży na środkowo-zachodniej Zelandii, w połowie drogi między Ringsted (16 km) i Slagelse (14 km), 76 km na zachód od Kopenhagi. Miasto jest położone na przesmyku pomiędzy dwoma jeziorami: Sorø Sø i Tuelsø, na północ od przystanku kolejowego Frederiksberg, położonego przy linii kolejowej Kopenhaga-Korsør.

## Historia
Sorø zostało założone w XII w. Nazwa miasta oznacza miejsce podmokłe, co zgadza się w pełni z rzeczywistością, jako że Sorø jest z trzech stron otoczone jeziorami. W 1142 r. powstał tutaj klasztor benedyktynów założony z polecenia biskupa Absalona, a w 1161 na jego miejscu klasztor cystersów. Kościół klasztorny stał się mauzoleum grobowym rodu Hvide i kilku królów Danii. W budynkach poklasztornych z polecenia Chrystiana IV zorganizowano w 1623 r. Akademię, w miejsce wcześniej istniejącej szkoły. W 1638 Sorø otrzymało prawa miasta handlowego. Osada rozwinęła się po zwolnieniu osadników od płacenia podatków. Położenie Sorø, pośród kompleksów leśnych i jezior, z dala od głównych szlaków handlowych, hamowało rozwój miasteczka. W latach 1658–1660 okupacyjne wojska szwedzkie zadały znaczne szkody lokalnej akademii, mniejsze miasteczku. Sorø spłonęło w 1693. W XVIII w. w Sorø stacjonował garnizon wojskowy. W 1799 Sorø zostało siedzibą prowincji Sorø Amt. Miasteczko znalazło się pod okupacją angielską w 1807, a rok później stacjonowały tutaj oddziały hiszpańskie. W tym czasie liczba mieszkańców wynosiła zaledwie 600 osób. W XIX w. miasto otrzymało połączenie kolejowe z Kopenhagą poprzez stację kolejową, którą wybudowano w sąsiedniej miejscowości, Frederiksberg, która graniczy od południa z Sorø. Budowa linii kolejowej (1856) oraz wcześniejsza (1808) budowa drogi w kierunku wschodnim, doprowadziły do przełamania wielowiekowej izolacji osady i wzrostu liczby mieszkańców. W 1850 było ich już 950. Po usunięciu dawnych bram i innych budowli ograniczających rozbudowę, doszło w II połowie XIX w. do powiększenia miasteczka. Od 1840 datuje się rozwój drobnej wytwórczości (fabryki, rzeźnia). W połowie XX w. Sorø wraz z przyległym Frederiksbergiem liczyło ok. 7000 mieszkańców. 

## Herb Sorø
Herb miasta powstał w 1468 r. jako pieczęć opata miejscowego klasztoru i dopiero po rozwiązaniu klasztorów w okresie reformacji, został przyjęty jako pieczęć miejska (ok. 1536 r.). Przedstawia w polu błękitnym białe godła: rękę trzymającą pastorał pomiędzy dwoma sześcioramiennymi gwiazdami i półksiężycem. Herb został oficjalnie zatwierdzony rezolucją królewską w 1903 r., kiedy to również ustalono barwy herbu, a w 1991 r. dokonano drobnych poprawek usuwając z grzbietu pastorału perły, których nie było pierwotnie.

## Zabytki
Kościół klasztorny z XII w. zbudowany na planie krzyża łacińskiego. W kościele pochowani są biskup Absalon, Ludvig Holberg i następujący monarchowie duńscy:
- król Krzysztof II (zm. 1332)
- i jego żona królowa Eufemia pomorska (zm. 1330)
- król Waldemar IV (zm. 1375)
- król Olaf II (zm. 1387; był również królem Norwegii jako Olaf IV).

Akademia w Sorø (Sorø Akademi) - obecny budynek wybudowano w latach 1822-27 po pożarze poprzedniego w 1813 r.
Budynek starej karczmy z lat 1624-25, mieszczący od 1916 r. lokalne muzeum historyczne.
Hotel Postgården z XVIII w.
Apteka z ok. 1840 r.
Zachodniozelandzkie Muzeum Sztuki (Vestsjællands Kunstmuseum) - założone w 1943 r. Posiada kolekcję duńskiego malarstwa od XIV do XX w., z dużym zbiorem sztuki XVIII wiecznej.

## Inne
Miasto posiada szkołę gospodarstwa domowego i szkołę handlową. Rozwinięty  przemysł spożywczy oraz maszynowy.